# Omer Bakhit
Omer Mohamed Bakhit (Khartum, 24 novembre 1984) è un calciatore sudanese, di ruolo difensore.

## Carriera

### Club
Ha sempre vestito la maglia dell'Al Hilal.

### Nazionale
Con la Nazionale sudanese ha preso parte alla Coppa d'Africa 2008.